# Swakopmund
Swakopmund (littéralement en allemand : « Embouchure de la Swakop ») est une ville et une station balnéaire de la Namibie située sur la côte atlantique.
Swakopmund fut fondée en 1892 par les colons allemands à une cinquantaine de kilomètres au nord du grand port de Walvis Bay. Elle compte aux alentours de 42 000 habitants. C'est sans doute la ville de Namibie où on parle le plus allemand (importante communauté germanique) et afrikaans. Elle est d'ailleurs considérée comme l'une des villes les plus blanches d’Afrique australe.

## Historique

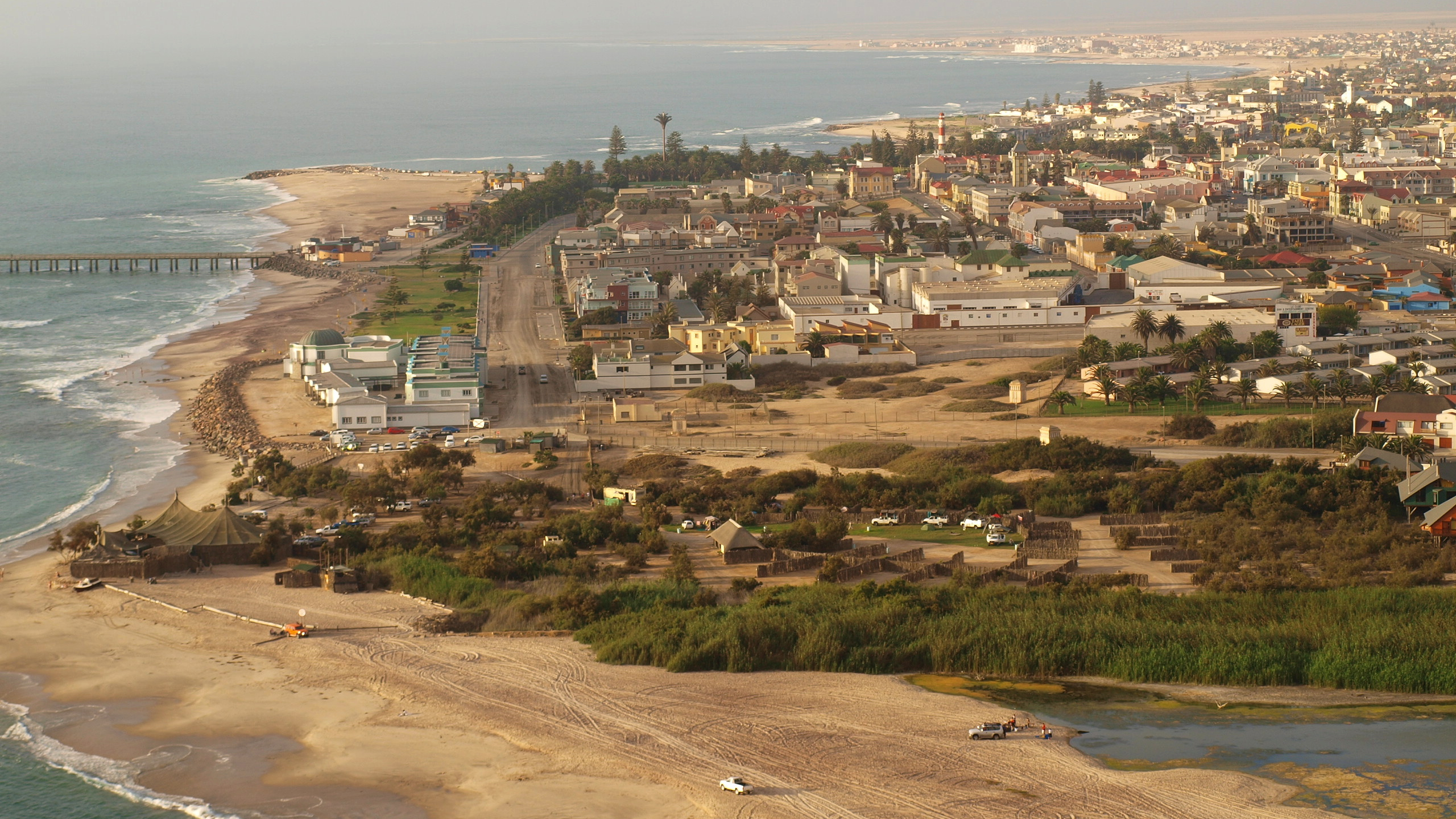
Vue aérienne de Swakopmund.

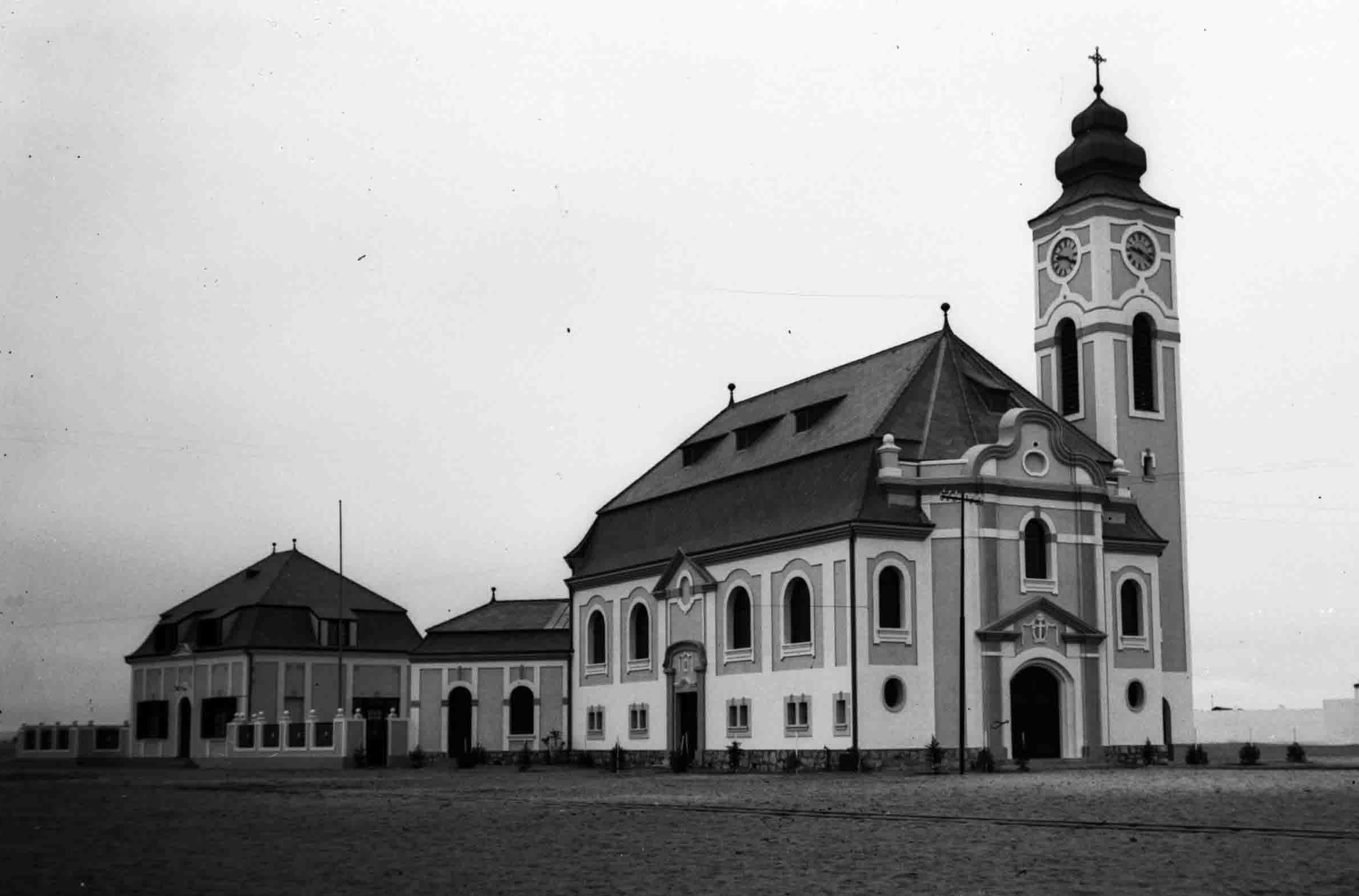
Église luthérienne de Swakpomund en 1911 sur Otavi Str.

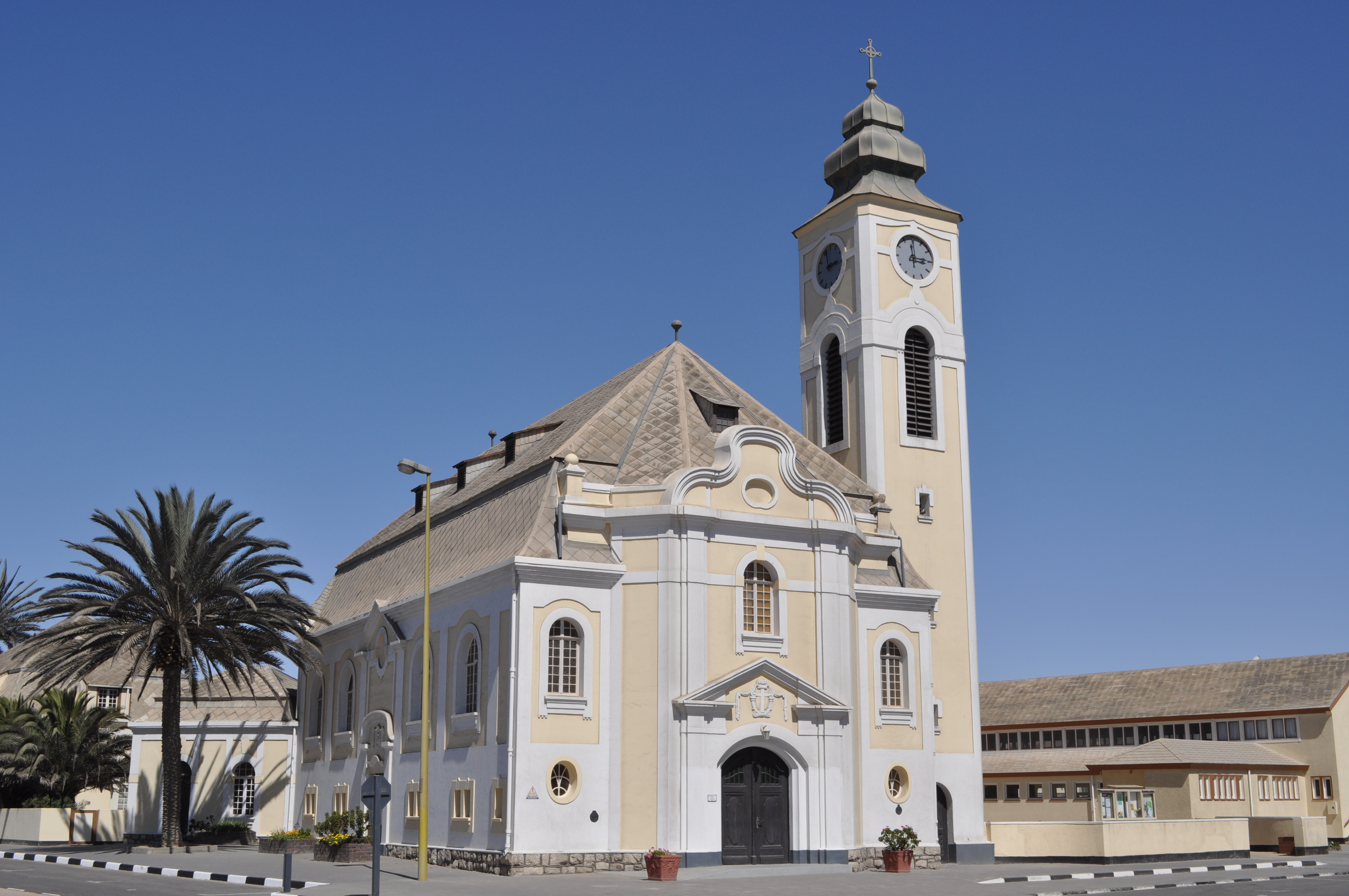
Église luthérienne de Swakpomund en 2010 sur Otavi. Str.

À l'origine, des nomades vivent dans la vallée de la Swakop. Les Héréros du chef Tjiponda traversent également la région et nomment Otjozondjii l'embouchure de l'actuelle rivière Swakop. D'autres groupes ethniques visitent le site sans s'y installer, dont des baleiniers américains au début des années 1800.
Les premiers écrits sur la vallée de la Swakop remontent à 1793. L'explorateur Sebastian van Reenen et le chasseur Pieter Pienaar décrivent une importante végétation luxuriante à l'embouchure de la Swakop, la présence d'éléphants et de rhinocéros.
Avant de prendre le nom définitif de Swakop, la rivière est encore nommée « Rhine » par un missionnaire, puis « Somerset River » en 1845.
Le nom de Swakop provient de « Tsoakhaub », un nom nama signifiant littéralement excrément et anus. La rivière est alors jonchée de débris de végétaux, d'excréments animaliers et de cadavres d'animaux en putréfaction. Le nom nama devient « Swachaub » pour les premiers colons allemands.
En 1884, la canonnière allemande Wolf hisse le drapeau du Reich à l'embouchure de la rivière. Ludwig Koch, représentant d'Adolf Lüderitz, signe un acte de cession de la côte centrale avec Piet Haibib, un chef local.
Swakopmund est officiellement fondée le 4 août 1892, quand le capitaine Curt von François fait ériger les premières infrastructures. Elle est destinée à devenir le port principal de la colonie puisque le port en eaux profonde de Walvis Bay, à trente kilomètres au sud, était une possession britannique administrée par la Colonie du Cap.
Les premiers colons sont alors 120 soldats allemands et 40 civils. Il leur revient de bâtir les premières infrastructures nécessaires au développement économique de la ville.
En 1896, Swakopmund devient un district du Sud-Ouest africain allemand, et la compagnie maritime Woermann établit une liaison bimensuelle entre l'Allemagne et Swakopmund (qui devient mensuelle à partir de 1899).

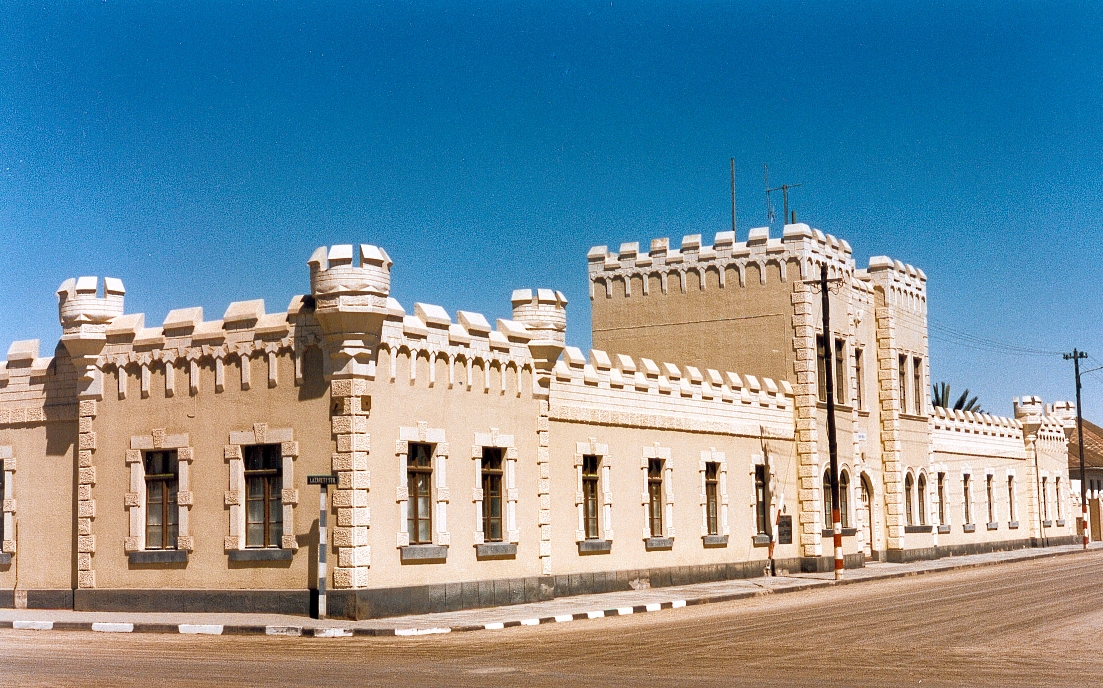
Alte Caserne (1906).

La ville se développe rapidement grâce aux pêches industrielles. De 32 résidents en 1895 à 617 en 1902, la ville atteint 2 792 habitants en 1910.
En 1909, Swakopmund est l'une des six villes coloniales allemandes à acquérir le statut de municipalité.
En 1914, la construction d'une jetée métallique débute, visant à remplacer celle en bois. Elle est interrompue par les débuts de la Première Guerre mondiale. Swakopmund, attaquée par la marine britannique, est évacuée.
En janvier 1915, elle est occupée par les troupes de l'Union de l'Afrique du Sud. En juillet 1915 seulement, les Swakopmunders obtiennent l'autorisation de revenir chez eux.
Dorénavant gérées par l'Afrique du Sud, les activités du port de Swakopmund sont transférées à Walvis Bay tout comme les services de l'administration centrale. Les conséquences économiques pour Swakopmund sont dramatiques. La ville perd des habitants, et les commerces ferment les uns après les autres.
En octobre 1923, le paragraphe 8 des accords de Londres scelle l'avenir de Swakopmund, destinée dorénavant à devenir une station balnéaire. La création des infrastructures adéquates est financée par le gouvernement. La zone portuaire est alors transformée en front de mer avec plage, promenade, pavillons de musique et restaurants. L'activité économique est relancée.
Swakopmund devient alors la première station balnéaire et village de vacances du Sud-Ouest africain.
Après la Seconde Guerre mondiale, elle devient une destination prisée des Sud-Africains. Les équipements de la ville sont développés (piscine olympique, hôtellerie, chambres d'hôte, magasins...).
La découverte d'uranium à Rössing, à 70 km de la ville, et l'exploitation de la mine contribuent également au développement économique de la ville et de ses infrasctructures. C'est une des villes les plus modernes de Namibie.
Après l'indépendance en 1990, la ville confirme sa vocation touristique internationale, et devient une des destinations favorites des Allemands en Afrique.
En 1992, Swakopmund élit son premier maire noir germanophone. Une grande partie de la population continue de s'exprimer en allemand dans la vie quotidienne.

## Climat
Le climat de Swakopmund est un climat désertique doux (type BWn). En effet, les températures à Swakopmund sont douces, voire fraîches, tout au long de l'année et les précipitations sont très rares, ceci en raison du fort courant océanique froid qui longe la côte namibe.

## Administration

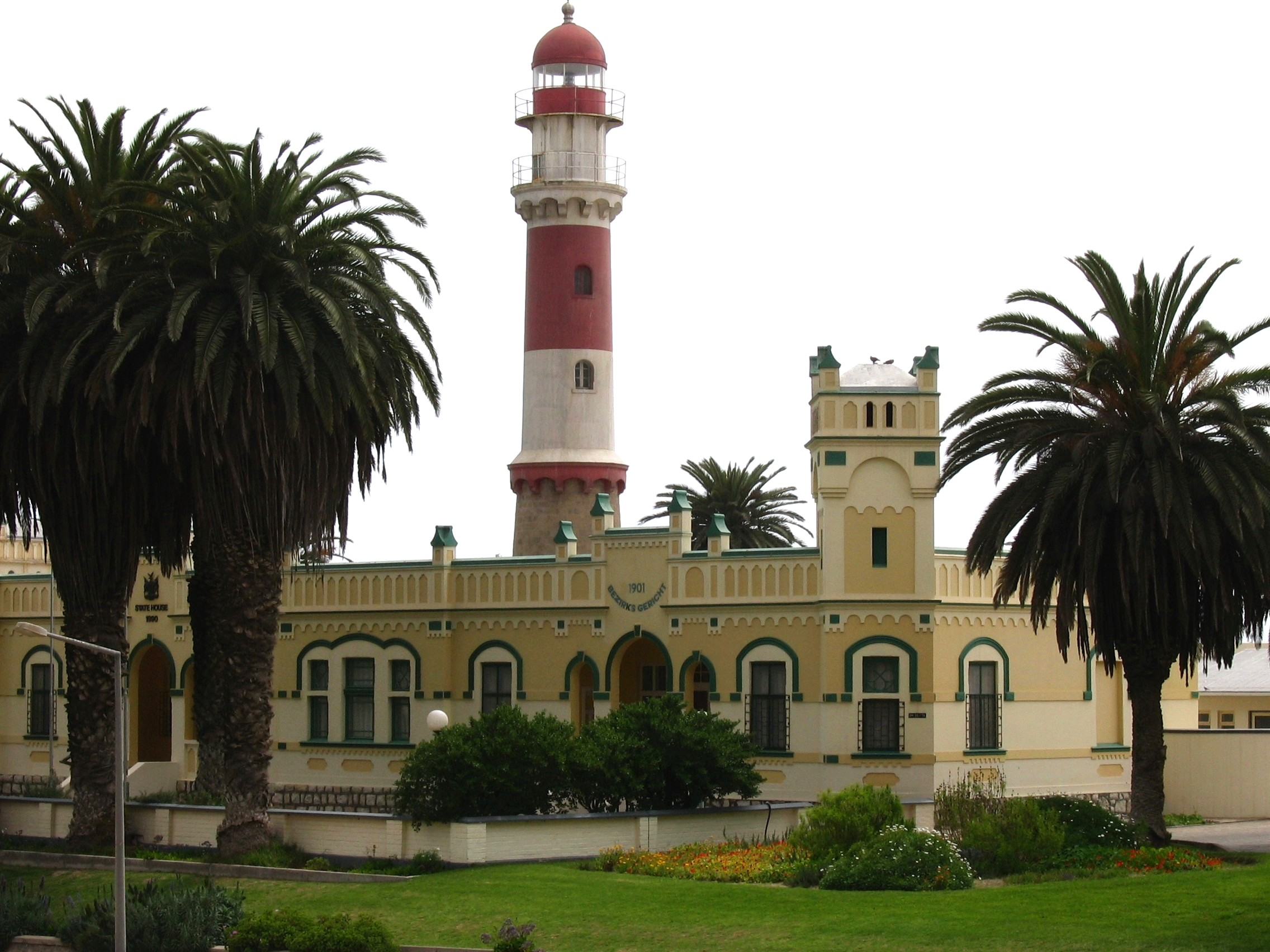
Immeuble de la présidence à Swakopmund.

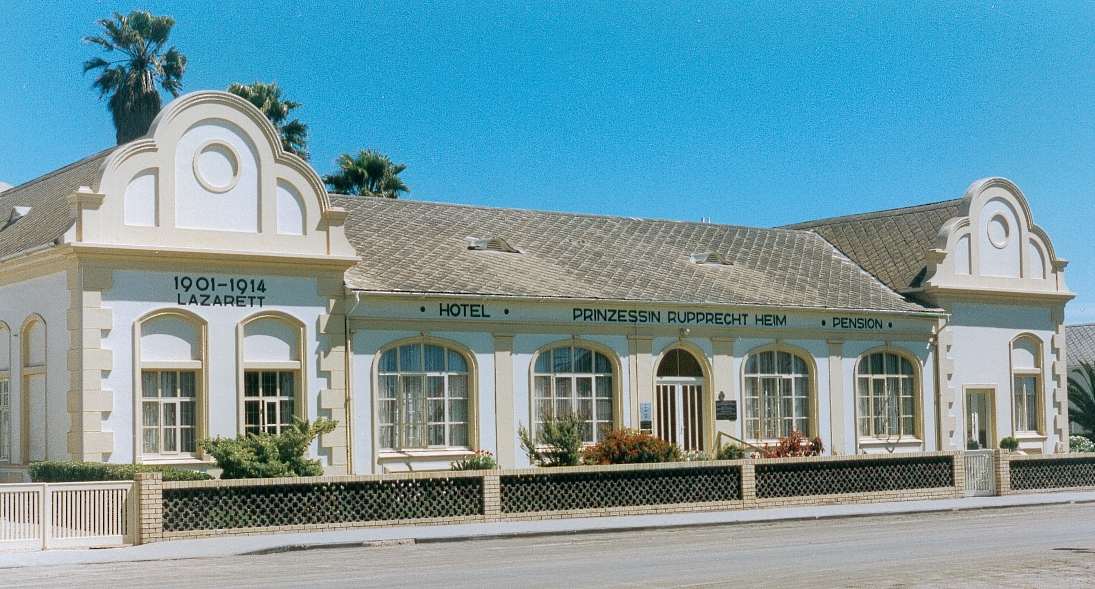
L'hôtel Prinzessin Rupprecht Heim de Swakopmund.

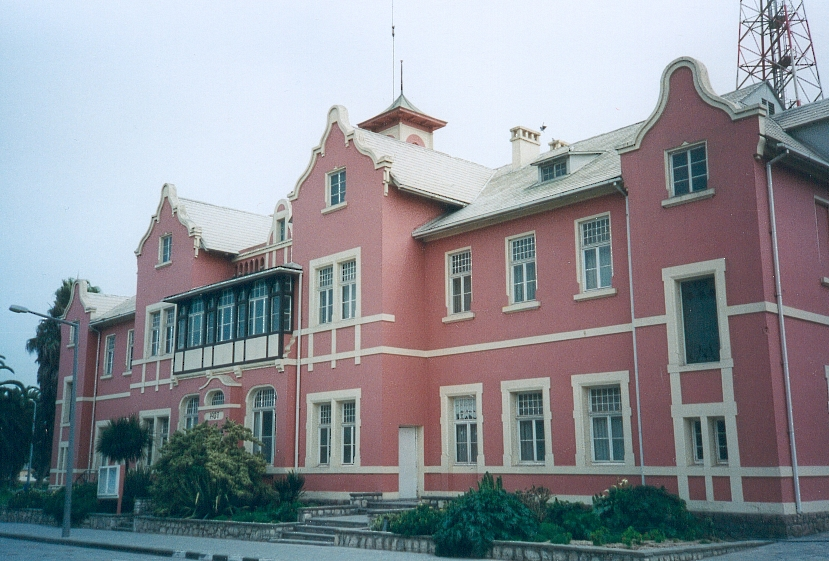
Ancien hôpital franciscain (1907).

Louisa Kavita (Independent Patriots for Change) est élue maire de la ville en décembre 2020, mettant un terme, grâce à une coalition majoritaire de plusieurs partis, à plus de deux décennies de domination de la Swapo sur le conseil municipal.

### Liste des maires de Swakopmund
- Friedrich Johannes Kötz, maire de 1909 à 1912
- G. Schluckwerder, maire de 1912 à 1914
- Gustav Ohlenschlager, maire de 1914 à 1915
- Karl Arnold Schad, maire de 1915 à 1918
- Wolfgang Kuhnast, maire de 1918 à 1920
- Karl Arnold Schad, maire de 1920 à 1931
- Theodor Franz Ludwig Woker, maire de 1931 à 1937
- Ludwig Friedrich Roeder, maire de 1937 à 1942
- Owen John Davies 1942–1946
- 1946–1947 ?
- Owen John Davies, maire de 1947 à 1948
- Petrus Schabort Louw 1948 à 1949
- Ludwig Schröder, maire de  1949 à 1951
- Ralph George Lang, maire de 1951 à 1953
- Hans Willy Heuschneider, maire de 1953 à 1954
- Ludwig Schröder, maire en 1954
- H. Simonson, maire de 1954 à 1956
- Ludwig Schröder, maire en 1956
- J.H. Meyer, maire de 1956–1957
- W.H. Mosehus, maire de 1957 à 1958
- R.G. Lang, maire de 1958 à 1959
- R. Gramowsky, maire de 1959 à 1962
- A.M.J. du Plessis, maire de 1962 à 1964
- Dr. G.A. Zöllner, maire de 1964 à 1967
- Hermann Deetlefs, maire de 1968 à 1978
- G.P. Louw, maire de 1978 à 1982
- Jorg Henrichsen (1937-1992), maire de 1982 à 1992
- Hans-Dieter Gothje (DTA), maire en 1992
- Daniel Hangula Kamho (-2004), maire de 1992 à 1998
- Samuel Nuuyoma, maire en 1999
- Daniel Hangula Kamho (-2004), maire de 1999 à 2003
- Rosina //Hoabes, maire de 2003 à 2007
- Germina Shitaleni, maire de 2008 à 2010
- Juuso Kambueshe, maire en 2010
- Rosina //Hoabes, maire en 2010 à 2012
- Juuso Kambueshe, maire de 2012 à 2015
- Nehemiah Salomon (SWAPO), maire en 2015
- Paulina Nashilundo, maire de 2015 à 2019
- Nehemiah Salomon (SWAPO), maire de 2019 à 2020
- Louisa Kavita (IPC), maire de 2020 à 2022
- Dina Namubes (IPC), maire de septembre 2022 à décembre 2024
- Blasius Goraseb (Landless People’s Movement), maire depuis décembre 2024

## Station balnéaire
Station balnéaire luxueuse pour les touristes européens et sud-africains, elle est un point de passage obligé entre les dunes du désert du Namib et la Côte des squelettes et le nord du pays. La ville se prête peu à la baignade du fait d'une eau particulièrement froide et de la présence de nombreux requins, tout au long de la côte namibienne.
L'attrait de la ville est son architecture germanique du bord de la Baltique du début du XXe siècle, ses promenades ou les pâtisseries de la Kaiser Wilhelm Straße. Swakopmund et ses rues aux noms allemands ont longtemps paru être une aberration anachronique. Située non seulement en Afrique mais aussi au milieu du désert. C'en est devenu son principal attrait touristique.
Au début de l'année 2001, en dépit d'une forte contestation locale, notamment de la chambre de commerce et des résidents de souche allemande soulignant le caractère atypique de la ville, une quinzaine de rues du centre-ville de Swakopmund ont été rebaptisées, mais la plupart des anciens noms ont toujours cours parmi les résidents.
L'édifice le plus symbolique de Swakopmund est le bâtiment Hohenzollern dominé par un Atlas supportant le monde.

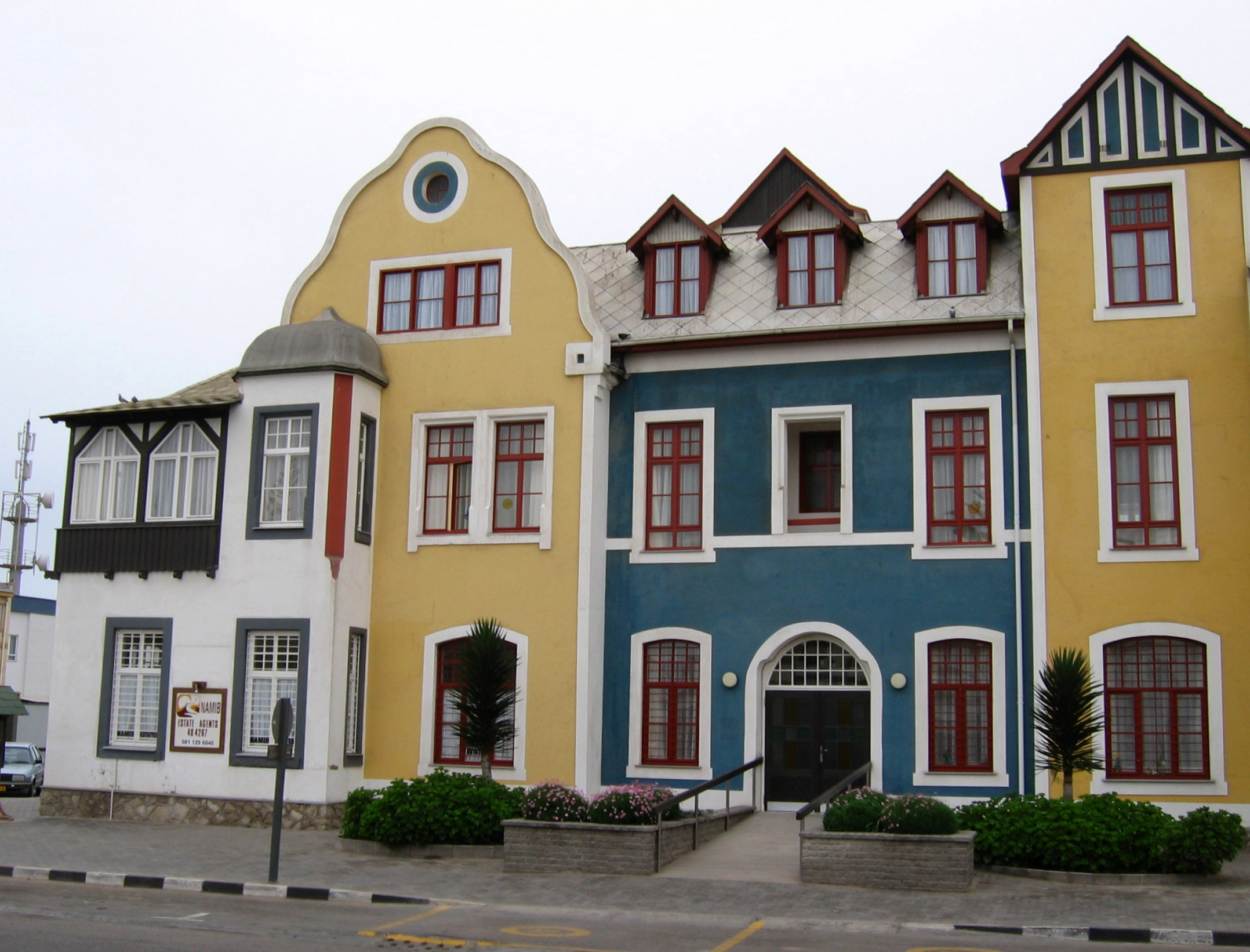
Architecture de Swakopmund.

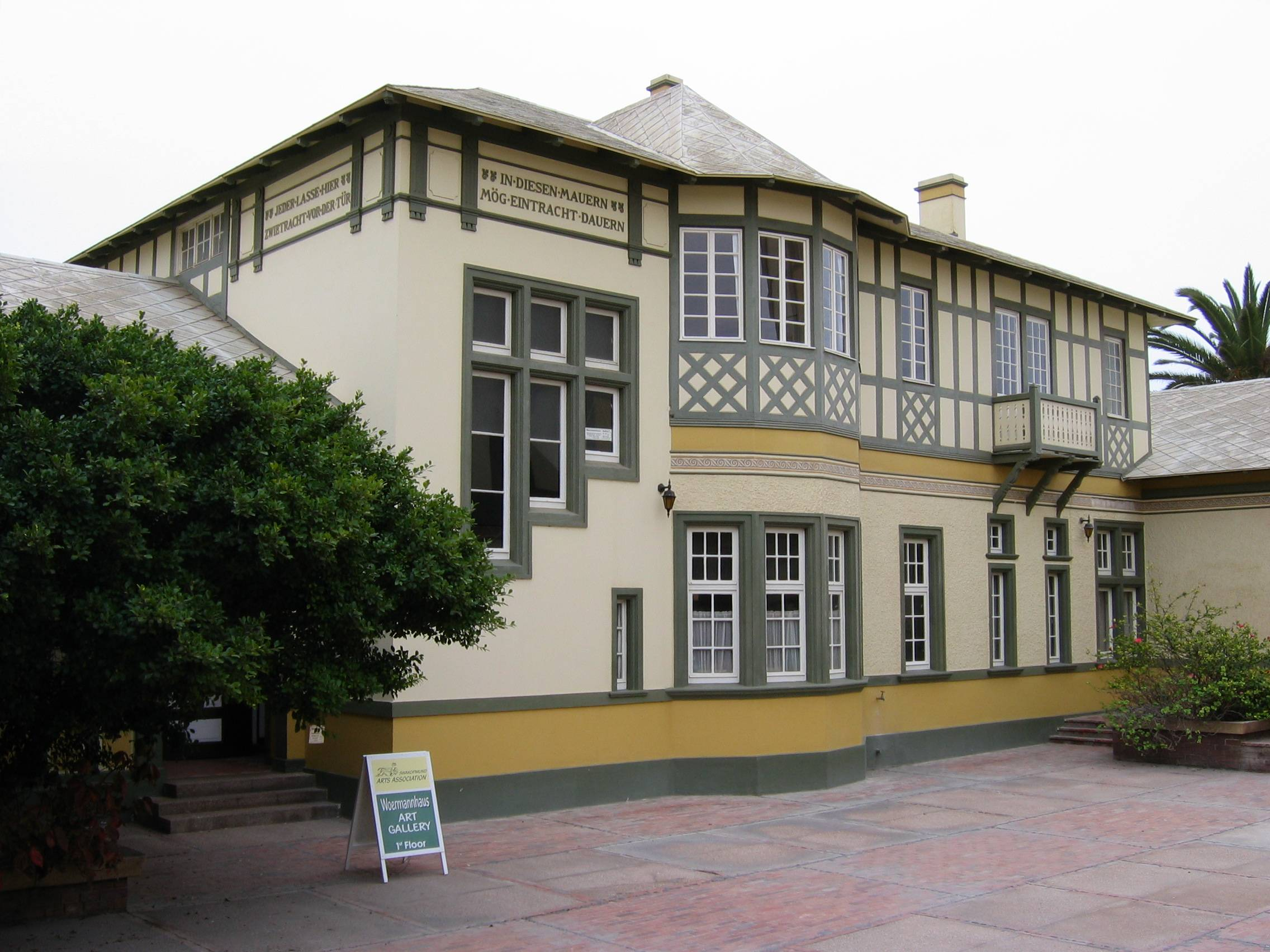
Woermann Haus.

Jetée.

Au sud de la ville, une route goudronnée rejoint Walvis Bay, tandis qu'une autre permet des excursions dans la région (Moonlandscape, Vallée des Welwitschias). Une très importante colonie de phoques (200 000 environ) vit près de la ville (Cape Cross).

## Odonymie
Plusieurs rues du centre-ville aux noms allemands ou afrikaners ont été rebaptisées en 2001 :
| Noms historiques                               | Nouveaux noms adoptés à partir de 2001 |
| ---------------------------------------------- | -------------------------------------- |
| Kaiser Wilhelm Straße                          | Sam Nujoma Avenue                      |
| Post Straße                                    | Daniel Tjongarero Street               |
| Breite Straße                                  | Nathaniel Maxuilili Street             |
| Nordring Str. Südring Str.                     | Moses Garoëb Street                    |
| Mittel Str. Garnison Str. Moltke Str.          | Tobias Hainyeko Str.                   |
| Brücken Straße                                 | Albertina Amathila Avenue              |
| Lazarett Straße                                | Anton Lubowski Avenue                  |
| Schlösser Straße                               | Mandume Ya Ndemafayo Street            |
| Winter Straße                                  | Nelson Mandela Avenue                  |
| Feld Straße                                    | Hidipo Hamutenya Avenue                |
| Schul Straße Roon Straße                       | Hendrik Witbooi Street                 |
| Bahnhof Straße                                 | Theo-Ben Gurirab Avenue                |
| Louis Botha Straße Dante Avenue                | Vrede Rede Av.                         |
| Kolonel Straße Knobloch Straße Garnison Straße | Rakota Street                          |
| Mosely Ave Uraan Straße                        | Franzizka Van Neel Str.                |

## Personnalités nées à Swakopmund
- Paulus Ambunda, boxeur
- Petrus Amuthenu, artiste
- Barbara Böhlke, peintre
- Margaret Courtney-Clarke, photographe
- Marichen Luiperth, mannequin
- Tangeni Shipahu et Razundara Tjikuzu, footballeurs
- Shiloh Jolie-Pitt, fille d'Angelina Jolie et Brad Pitt

## Film et série tournés à Swakopmund
- Inspecteur Bulldozer (Piedone l'africano), film italo-allemand réalisé en 1978 par Steno avec Bud Spencer. Rare film européen tourné à l'époque de l'administration sud-africaine au Sud-Ouest africain et à Johannesbourg en Afrique du Sud, sans évocation du moindre contexte politique (apartheid).
- Le Prisonnier, mini-série réalisée en 2009 avec Jim Caviezel et Ian McKellen.